# Skate America 2010
Skate America 2010 – czwarte w kolejności zawody łyżwiarstwa figurowego w cyklu Grand Prix 2010/2011. Zawody odbywały się od 11 do 14 listopada 2010 roku w hali Rose Garden Arena w Portlandzie.
W konkurencji solistów zwyciężył Japończyk Daisuke Takahashi, zaś wśród solistek jego rodaczka Kanako Murakami. W parach sportowym triumfowali reprezentanci Niemiec Alona Sawczenko i Robin Szolkowy, zaś w parach tanecznych Amerykanie Meryl Davis i Charlie White.

## Wyniki

### Soliści
| Poz. | Zawodnik             | Nota łączna | SP | SP    | FS | FS     |
| ---- | -------------------- | ----------- | -- | ----- | -- | ------ |
| 1    | Daisuke Takahashi    | 227,07      | 2  | 78,12 | 1  | 148,95 |
| 2    | Nobunari Oda         | 226,09      | 1  | 79,28 | 2  | 146,81 |
| 3    | Armin Mahbanoozadeh  | 211,17      | 4  | 67,61 | 3  | 143,56 |
| 4    | Adam Rippon          | 203,12      | 3  | 73,94 | 7  | 129,18 |
| 5    | Daisuke Murakami     | 203,00      | 5  | 67,01 | 4  | 135,99 |
| 6    | Kevin Van Der Perren | 194,63      | 8  | 62,22 | 5  | 132,41 |
| 7    | Adrian Schultheiss   | 188,20      | 7  | 63,71 | 9  | 124,49 |
| 8    | Shawn Sawyer         | 186,62      | 11 | 56,94 | 6  | 129,68 |
| 9    | Stephen Carriere     | 184,20      | 10 | 59,14 | 8  | 125,06 |
| 10   | Nan Song             | 180,10      | 9  | 62,21 | 10 | 117,89 |
| 11   | Dienis Ten           | 176,11      | 6  | 64,50 | 11 | 111,61 |
| 12   | Viktor Pfeifer       | 162,47      | 12 | 55,01 | 12 | 107,46 |

### Solistki

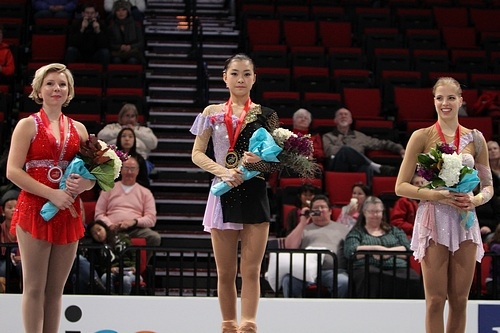
Medalistki w konkurencji solistek, od lewej Rachael Flatt (USA), Kanako Murakami (JPN), Carolina Kostner (ITA)

| Poz. | Zawodniczka          | Nota łączna | SP | SP    | FS | FS     |
| ---- | -------------------- | ----------- | -- | ----- | -- | ------ |
| 1    | Kanako Murakami      | 164,93      | 2  | 54,75 | 2  | 110,18 |
| 2    | Rachael Flatt        | 162,86      | 4  | 51,02 | 1  | 111,84 |
| 3    | Carolina Kostner     | 154,87      | 1  | 60,28 | 6  | 94,59  |
| 4    | Joshi Helgesson      | 146,90      | 3  | 51,17 | 5  | 95,73  |
| 5    | Amélie Lacoste       | 146,68      | 6  | 50,55 | 4  | 96,13  |
| 6    | Viktoria Helgesson   | 142,26      | 12 | 41,91 | 3  | 100,35 |
| 7    | Elene Gedewaniszwili | 139,36      | 8  | 45,27 | 7  | 94,09  |
| 8    | Maé Bérénice Méité   | 137,05      | 7  | 48,27 | 8  | 88,78  |
| 9    | Caroline Zhang       | 132,49      | 5  | 50,66 | 10 | 81,83  |
| 10   | Jenna McCorkell      | 127,76      | 11 | 42,87 | 9  | 84,89  |
| 11   | Kwak Min-jeong       | 125,21      | 10 | 44,41 | 11 | 80,80  |
| 12   | Alexe Gilles         | 122,46      | 9  | 44,86 | 12 | 77,60  |

### Pary sportowe

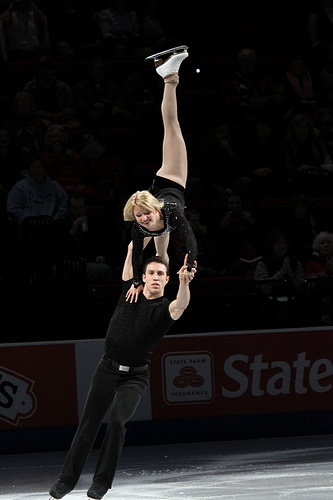
Zdobywcy srebrnego medalu w parach sportowych Kirsten Moore-Towers / Dylan Moscovitch (CAN) na pokazie mistrzów

| Poz. | Zawodnicy                               | Nota łączna | SP | SP    | FS | FS     |
| ---- | --------------------------------------- | ----------- | -- | ----- | -- | ------ |
| 1    | Alona Sawczenko / Robin Szolkowy        | 197,70      | 1  | 63,99 | 1  | 133,71 |
| 2    | Kirsten Moore-Towers / Dylan Moscovitch | 175,48      | 2  | 61,64 | 2  | 113,84 |
| 3    | Sui Wenjing / Han Cong                  | 170,07      | 4  | 57,53 | 3  | 112,54 |
| 4    | Caydee Denney / Jeremy Barrett          | 166,42      | 3  | 58,49 | 4  | 107,93 |
| 5    | Ksienija Stołbowa / Fiodor Klimow       | 159,49      | 5  | 53,73 | 6  | 105,76 |
| 6    | Marissa Castelli / Simon Shnapir        | 153,33      | 7  | 47,24 | 5  | 106,09 |
| 7    | Felicia Zhang / Taylor Toth             | 126,70      | 6  | 48,13 | 7  | 78,57  |
| 8    | Stacey Kemp / David King                | 115,92      | 8  | 42,00 | 8  | 73,92  |

### Pary taneczne
| Poz. | Zawodnicy                                    | Nota łączna | SP | SP    | FS | FS    |
| ---- | -------------------------------------------- | ----------- | -- | ----- | -- | ----- |
| 1    | Meryl Davis / Charlie White                  | 156,68      | 1  | 63,62 | 1  | 93,06 |
| 2    | Vanessa Crone / Paul Poirier                 | 149,08      | 2  | 60,41 | 2  | 88,67 |
| 3    | Maia Shibutani / Alex Shibutani              | 144,81      | 4  | 56,46 | 3  | 88,35 |
| 4    | Kaitlyn Weaver / Andrew Poje                 | 142,34      | 3  | 59,48 | 4  | 82,86 |
| 5    | Jekatierina Riazanowa / Ilja Tkaczenko       | 137,14      | 5  | 55,52 | 5  | 81,62 |
| 6    | Lynn Kriengkrairut / Logan Giulietti-Schmitt | 130,72      | 6  | 52,13 | 6  | 78,59 |
| 7    | Cathy Reed / Chris Reed                      | 113,39      | 8  | 44,40 | 7  | 68,99 |
| 8    | Penny Coomes / Nicholas Buckland             | 111,29      | 7  | 49,43 | 8  | 61,86 |
| 9    | Stefanie Frohberg / Tim Giesen               | 104,18      | 9  | 44,03 | 9  | 60,15 |